# 熱海市立初島小中学校

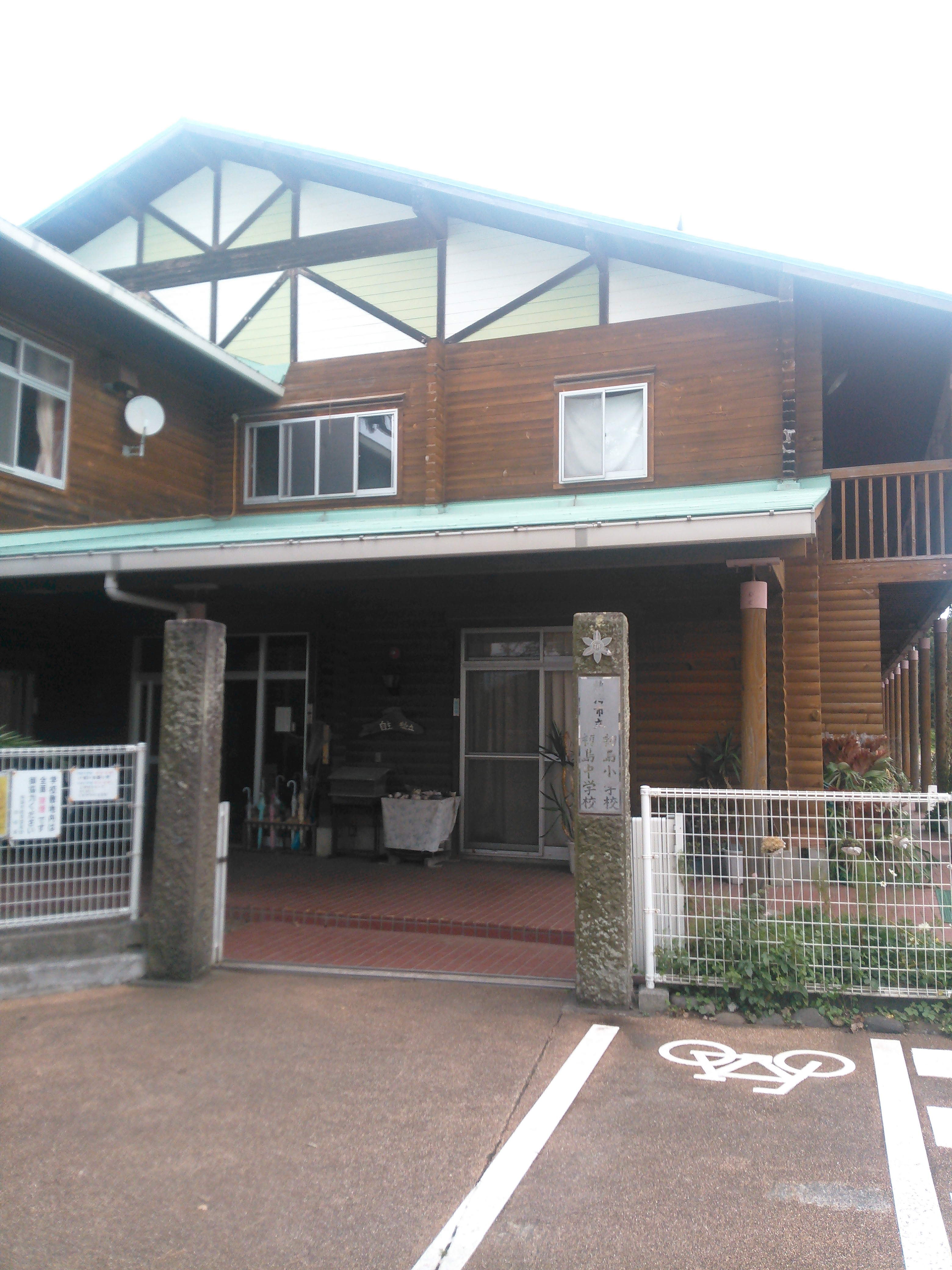
校舎入口

熱海市立初島小中学校（あたみしりつ はつしましょうちゅうがっこう）は、静岡県熱海市初島にある公立の小学・中学併設学校。

## 沿革
- 1886年（明治19年）10月 - 「熱海尋常小学校」の初島分教場が開設される[1][2][3]。

- 1972年（昭和47年）4月 - 「熱海市立第一小学校/熱海市立熱海中学校」の分校から独立し、創立[1][2][4]。
- 1980年（昭和55年）11月 - 校歌『地球の丸さを知る子供たち』（作詞・阿久悠、作曲・三木たかし）制定[5][6]。
- 1997年（平成9年）3月 - ログハウスの新校舎へ移転[1]。
- 1997年（平成9年）7月 - ペルーのフジモリ大統領、橋本首相来校[1]。

## 通学区域
- 熱海市初島地番内